# Macrolobium latifolium
Macrolobium latifolium är en ärtväxtart som beskrevs av Julius Rudolph Theodor Vogel. Macrolobium latifolium ingår i släktet Macrolobium och familjen ärtväxter. Inga underarter finns listade i Catalogue of Life.

## Bildgalleri

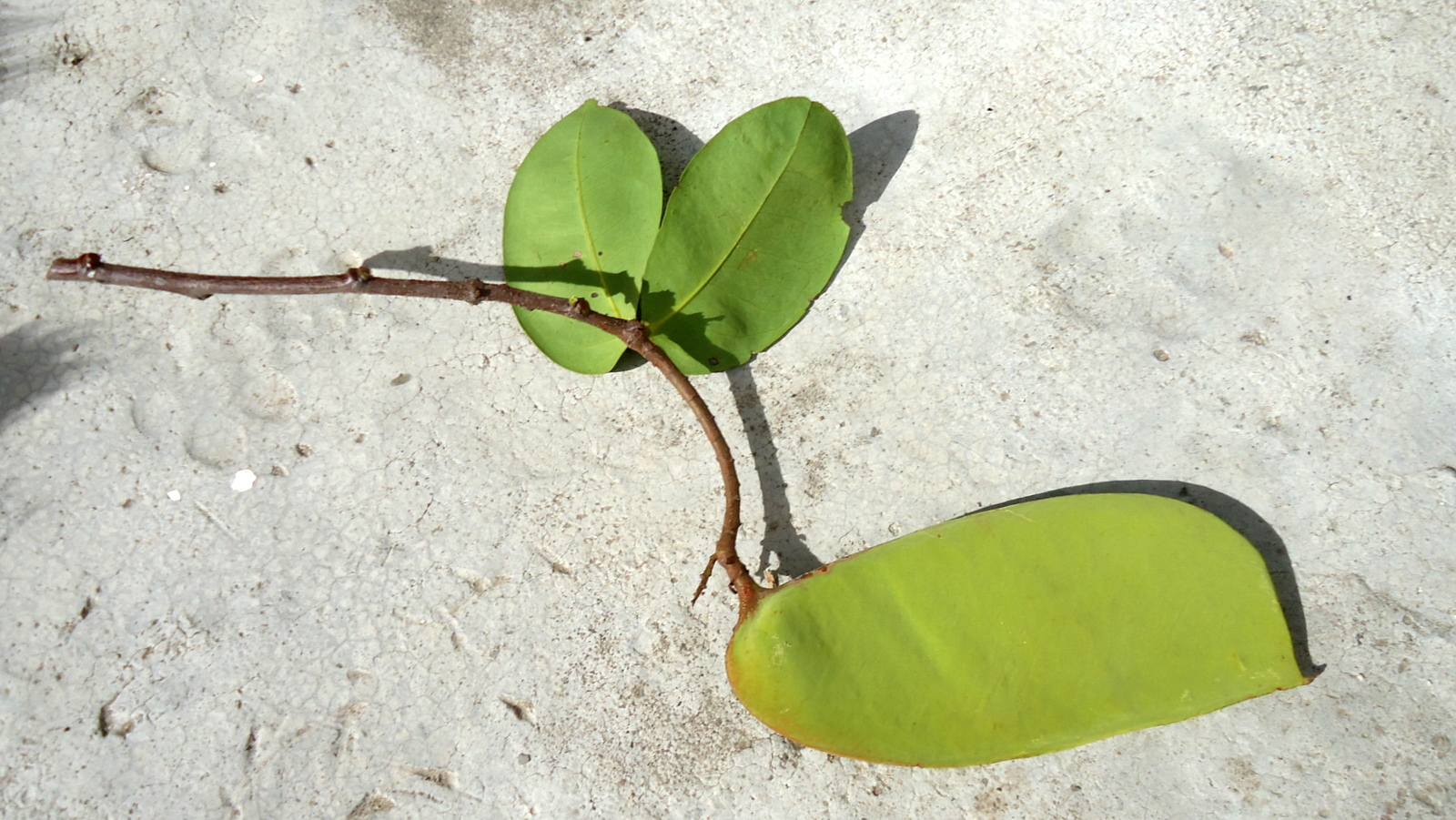
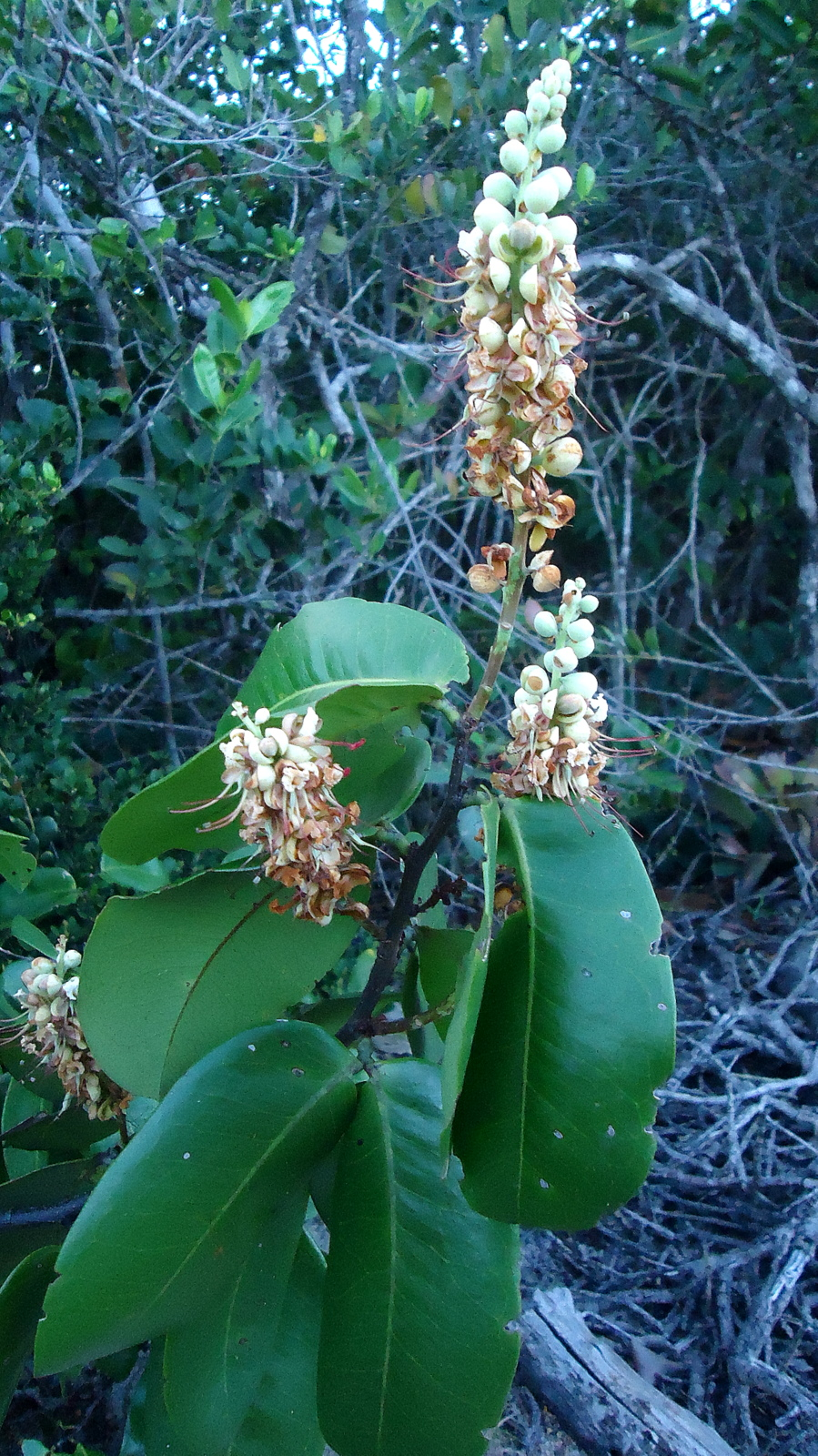